# Didacna profundicola
Didacna profundicola (лат.) — вид солоноватоводных двустворчатых моллюсков семейства сердцевидок (Cardiidae). Раковина неправильно-четырёхугольная, тонкостенная, длиной до 10—15 мм, высотой до 7—9 мм, беловатая или розоватая. Эндемик Каспийского моря. Распространён в Среднем и Южном Каспии. Обитает на глубинах 75—409 м. Является одним из немногих глубоководных беспозвоночных моря.

## Описание
Раковина неправильно-четырёхугольная, тонкостенная, умеренно выпуклая, с сужающимся передним краем. Длина раковины до 10—15 мм, высота до 7—9 мм, выпуклость до 7 мм. Макушка несколько выступающая, в разной степени смещена к переднему краю. Поверхность раковины покрыта 25—38 плоскими радиальными рёбрами, которые шире межрёберных промежутков и становятся почти незаметными ближе к переднему и заднему краям. Рёберные борозды имеются на всей внутренней поверхности раковины. Килевой перегиб хорошо выражен. Кардинальный зуб левой створки отогнут к переднему краю. Окраска беловатая или розоватая. Периостракум тонкий, жёлто-серый.
Didacna profundicola отличается от остальных представителей рода строением кардинального зуба левой створки и более мелкими размерами.

## Распространие и экология
Эндемик Каспийского моря. Распространён в Среднем и Южном Каспии на глубинах 75—409 м. Является одним из немногих глубоководных беспозвоночных моря. Пустые раковины были найдены на глубине 870 м. Мирзоев и Алекперов (2017) указывали на находки данного вида на глубинах 200—600 м, однако неизвестно, имели ли авторы дело с живыми экземплярами.
Природоохранный статус вида не установлен.

## Происхождение
Данный вид не был найден в ископаемом состоянии и известен только из современной фауны. По мнению Л. А. Невесской (2007) он произошёл от Didacna eichwaldi.

## Таксономия
Вид был описан Борисом Михайловичем Логвиненко и Ярославом Игоревичем Старобогатовым в 1966 году и вместе с Didacna protracta был помещён в новую секцию — Protodidacna. Типовое местонахождение — центральная часть Каспийского моря на глубине 94 м (39°38′ с. ш. 52°02′ в. д.). Голотип хранится в Зоологическом институте Российской Академии наук.
По-видимому, к данному виду также относятся экземпляры, найденные О. А. Гриммом и описанные вместе с экземплярами Didacna protracta под названием Cardium catillus.